# Meghrasjen
Meghrasjen (armeniska: Մեղրաշեն) är en ort i Armenien. Innan 31 maj 1946 hette den Ghazantji (armeniska: Ղազանչի). Den ligger i provinsen Sjirak, i den nordvästra delen av landet, 70 kilometer nordväst om huvudstaden Jerevan. Meghrashen ligger 1 661 meter över havet och antalet invånare är 1 107.
Terrängen runt Meghrashen är platt åt nordväst, men åt sydost är den kuperad. Runt Meghrashen är det ganska tätbefolkat, med 120 invånare per kvadratkilometer.. Närmaste större samhälle är Gjumri, 16,5 kilometer nordväst om Meghrashen.
Trakten runt Meghrashen består till största delen av jordbruksmark.